# Пумпянский, Лев Васильевич
Лев Васи́льевич Пумпя́нский (до принятия православия в 1911 году — Лейб Меерович Пумпян; 17 (29) января 1891, Вильна — 6 июля 1940, Ленинград) — русский литературовед, критик, музыковед

.

## Биография
Лейб Меерович Пумпян родился в Вильне в еврейской семье. Родители поженились там же за год до его рождения, 15 декабря 1889 года. Его отец — Меер Лейбович Пумпян (1848—1897), по профессии химик, умер 4 декабря 1897 года, когда сыну было шесть лет. Мать, Мирьям-Фрейда Пейсаховна Польская (1868—?, родом из Кобрина), преподавала французский язык в женских учебных заведениях, и семья жила очень бедно.
В 1910 году окончил 1-ю Виленскую гимназию. 22 декабря 1911 года, перед поступлением в университет, принял православие и изменил имя (получив отчество в честь восприемника Василия Алексеевича Новочадова), что позволило ему покинуть черту оседлости и поступить в Императорский Санкт-Петербургский университет.
В 1912—1913 годах учился на романо-германском отделении историко-филологического факультета, был уволен постановлением правления университета от 27 февраля 1914 года «за невзнос платы» за осень 1913 года. Поступил на военную службу.
В 1918—1919 годах Пумпянский жил в Невеле, преподает в Невельской единой трудовой советской школе и совместно с М. М. Бахтиным и М. И. Каганом участвует в деятельности невельского философского кружка. После Невеля Пумпянский некоторое время живёт в Витебске, но уже в 1920 году возвращается в Петроград.
В Петрограде Пумпянский преподавал в Тенишевском училище (1921—1924), в 1921 году стал членом Вольной философской ассоциации (вплоть до начала апреля 1922 года), участвовал в работе сектора по изучению русской литературы XVIII века в ИРЛИ РАН.
В ноябре 1928 года подвергнут непродолжительному аресту по делу религиозного кружка «Воскресенье». С 1930 года был женат на лингвисте Евгении Марковне Иссерлин (1906—1994), докторе филологических наук, специалисте в области русской и древнерусской лексикологии и лексикографии.
В 1934 году Пумпянский становится профессором Ленинградской консерватории, в 1936 году — профессором филологического факультета ЛГУ. К этому времени он приобрел необычайную известность как публичный лектор, его выступления пользовались популярностью.
Cкончался в Ленинграде 6 августа 1940 года от рака печени. О его смерти было сообщено по ленинградскому радио. Похоронен на Преображенском еврейском кладбище.
Отдельные черты Пумпянского запечатлены в образе Тептелкина в романе К. К. Вагинова «Козлиная песнь», в романе философа А. Ф. Лосева «Женщина-мыслитель» в персонаже Пупочки; кроме того, он является прототипом профессора, продавшего душу дьяволу, в поэме Л. Н. Гумилёва «Посещение Асмодея».